# Huang Chih-hsiung
Huang Chih-hsiung (n. 16 octombrie 1976, 樹林區⁠(d), 臺北縣⁠(d), Taiwan) este un taekwondist ce a reprezentat Taipeiul Chinez, medaliat olimpic. A participat la 2 ediții ale Jocurilor Olimpice (2000, 2004) în care a câștigat o medalie de argint și o medalie de bronz.